# Dom zu Viborg

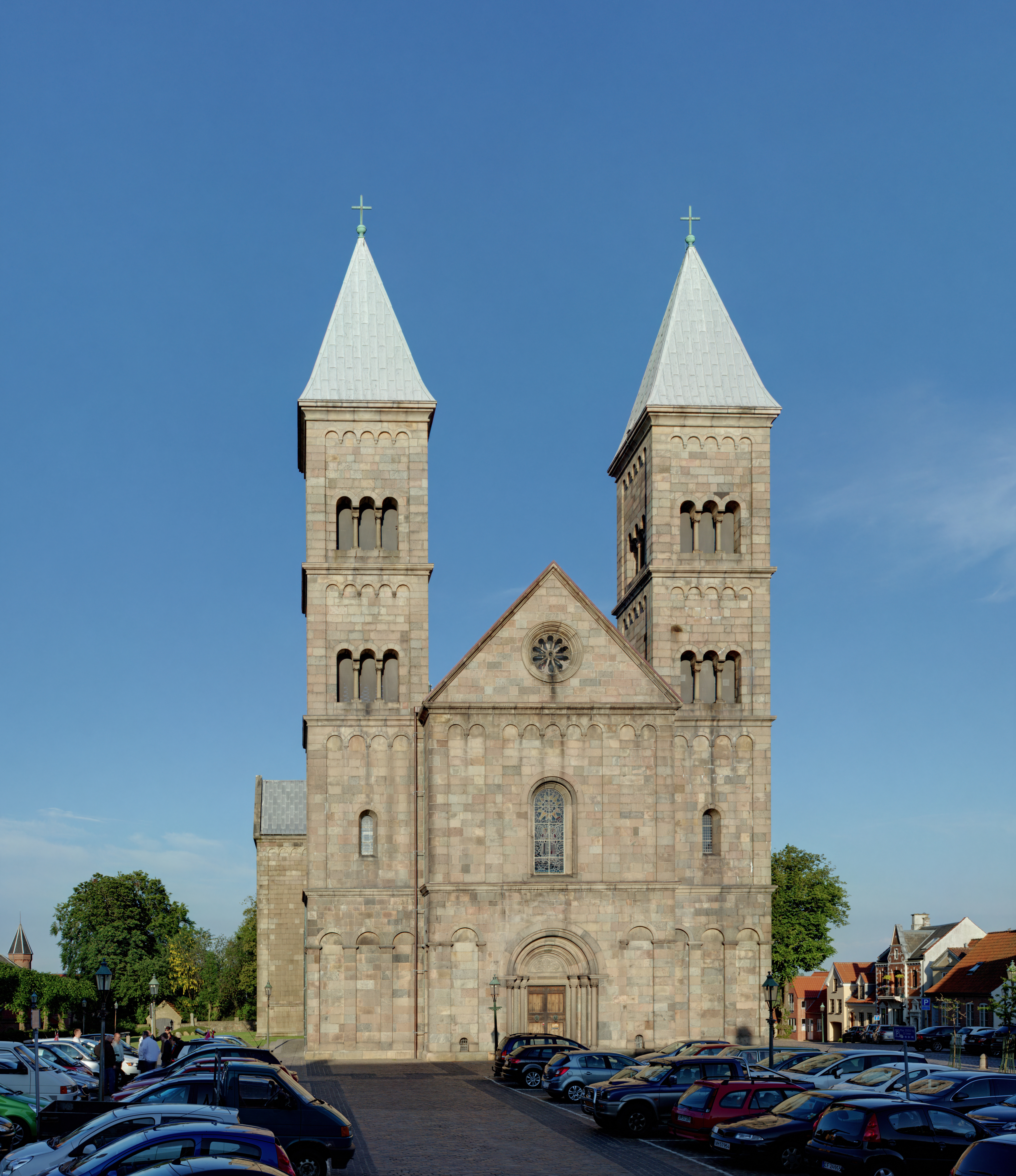
Dom zu Viborg

Die Frauenkirche von Viborg (dänisch Vor Frue Kirke oder Frue Kirke ˈfʀuːə ˈkiʀgə) ist der Dom des evangelisch-lutherischen Bistums Viborg.

## Vorgängerbau

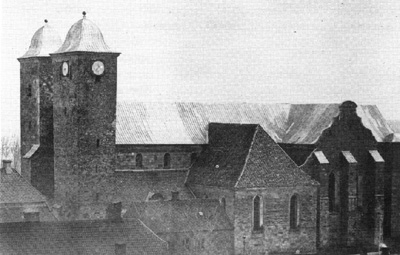
Viborger Dom vor 1864

Da die Stadt Viborg im nördlichen Jütland Sammlungspunkt des Landesthings und eine der bedeutendsten Siedlungen auf der ganzen Halbinsel war, wurde hier schon 1065 ein Bistum errichtet. Über dessen erste Kirche ist nichts bekannt, da keinerlei Überreste gefunden wurden. 
Um 1120 begannen die Bauarbeiten an einer Steinkirche. Ende des 12. Jahrhunderts scheinen die Arbeiten abgeschlossen worden zu sein. Aus Granitquadern waren Schiff, niedriger Chor, Querschiff und Doppeltürme errichtet worden.
Bis zur Einführung der Reformation galt das Grab des 1188 heiliggesprochenen Dompropstes Kjeld im Viborger Dom als Wallfahrtsstätte. 
Einer der bedeutendsten Bischöfe Viborgs war Gunnar. Er wurde in Paris bei Zisterziensermönchen ausgebildet und verfasste das Gesetz von Jütland, welches 1241 in Kraft trat. Er wurde 1251 in der Kjeld-Kapelle beigesetzt.
Schwere Brände, vor allem in den Jahren 1501, 1576 und 1726, setzten dem mächtigen Bau immer wieder zu. Für die Restaurierung der Kirche im Jahre 1501 wurde roter Backstein verwendet, wie vielerorts in Nordeuropa. 
Die Reformation konnte in Viborg schnell Fuß fassen. 1525 bis 1529 wirkte der Reformator Hans Tausen, der „dänische Luther“, in Viborg, so dass sich die Stadt schneller der Reformation anschloss als der Rest Dänemarks. Trotzdem wurden Teile des katholischen Ritus, wie die Messen für Erik Klipping, bis 1630 beibehalten. Die Reliquien des hl. Kjeld und hl. Willehad wurden von ihren Kapellen in den Chor verbracht und dort aufbewahrt.
Das Feuer von 1576 ließ lediglich die Grundmauern stehen und zerstörte auch weite Teile der Stadt. Nach der Zerstörung von 1726 wurde der romanische Bau bis 1770 barock überformt. Auch die mittelalterlichen Glocken wurden während des Feuers 1726 zerstört. 
1859 wurde der Viborger Dom einer Generaluntersuchung unterzogen. Da das Mauerwerk baufällig war und da das uneinheitliche Erscheinungsbild der Kirche dem Geschmack der Zeit nicht genügte, wurde die Kirche trotz heftiger Proteste 1863 abgerissen. Nur die Krypta blieb erhalten.

## Neubau 1864–76
Verantwortlicher Architekt des heutigen Baus war Niels Sigfred Nebelong (1806–1871). Er strebte eine stilreine neoromanische Kirche in den Ausmaßen des Vorgängerbaus an. Der Dom zu Lund war eines von vielen Vorbildern. Kritiker bemängeln v. a. die lehrbuchhafte und ausdruckslose Außengestalt. 
In den beiden Türmen hängen fünf Glocken: Drei, darunter die größte, wurden 1730 von Caspar Kønig gegossen, eine weitere 1837 von Meilstrup dem Älteren.
Umfassende Restaurierungen fanden 1954–56 und 1996–97 statt.

### Innenraum und Ausstattung
Nach Nebelongs Tod übernahm Hermann Baagøe Storck (1839–1922) die Leitung des Innenausbaus. Die beeindruckenden Fresken wurden 1901–06 von Joakim Skovgaard geschaffen, beteiligt waren auch seine Assistenten Niels Larsen Stevns und Arne Lofthus. Die Deckengemälde der Seitenschiffe entstanden in Zusammenarbeit mit Thorvald Bindesbøll.
1911–13 fertigte Joakim Skovgaard die Ölgemälde für das Mittelschiff. Skovgaard und Bindesbøll entwarfen auch die Kirchenfenster.
Das Bildprogramm greift Szenen aus dem Alten und Neuen Testament auf. Das letzte Motiv an der Nordwand des Chores (Christus führt Adam und Eva aus dem Totenreich) ist von einem Lied N.F.S. Grundtvigs inspiriert (Den Danske Salmebog Nr. 213).
Ältestes Ausstattungsstück ist ein auf 1494 datierter siebenarmiger Leuchter aus Lübeck. Die 1870 aus Bremersandstein geschaffene Kanzel stammt von C. Rosenfalk und Herman Wilhelm Bissen.
Der Altar ist eine Nachahmung des Goldenen Altars der Dorfkirche in Sahl (bis 2007 Kommune Vinderup), geschaffen von C.C. Peters. 
Die Hauptorgel wurde 1966 erbaut von Marcussen & Søn (Aabenraa). Sie verfügt über 64 Register auf vier Manualen und Pedal.

### Grablege
Im Dom liegt der dänische König Erik Klipping begraben.

### Galerie

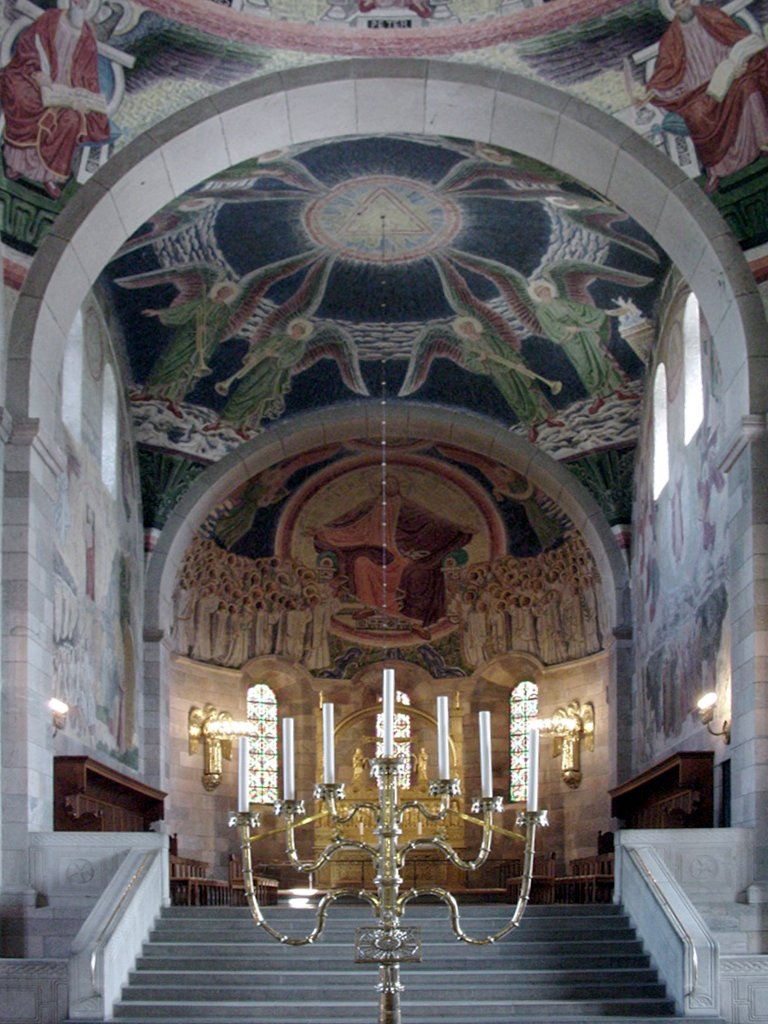
Chor
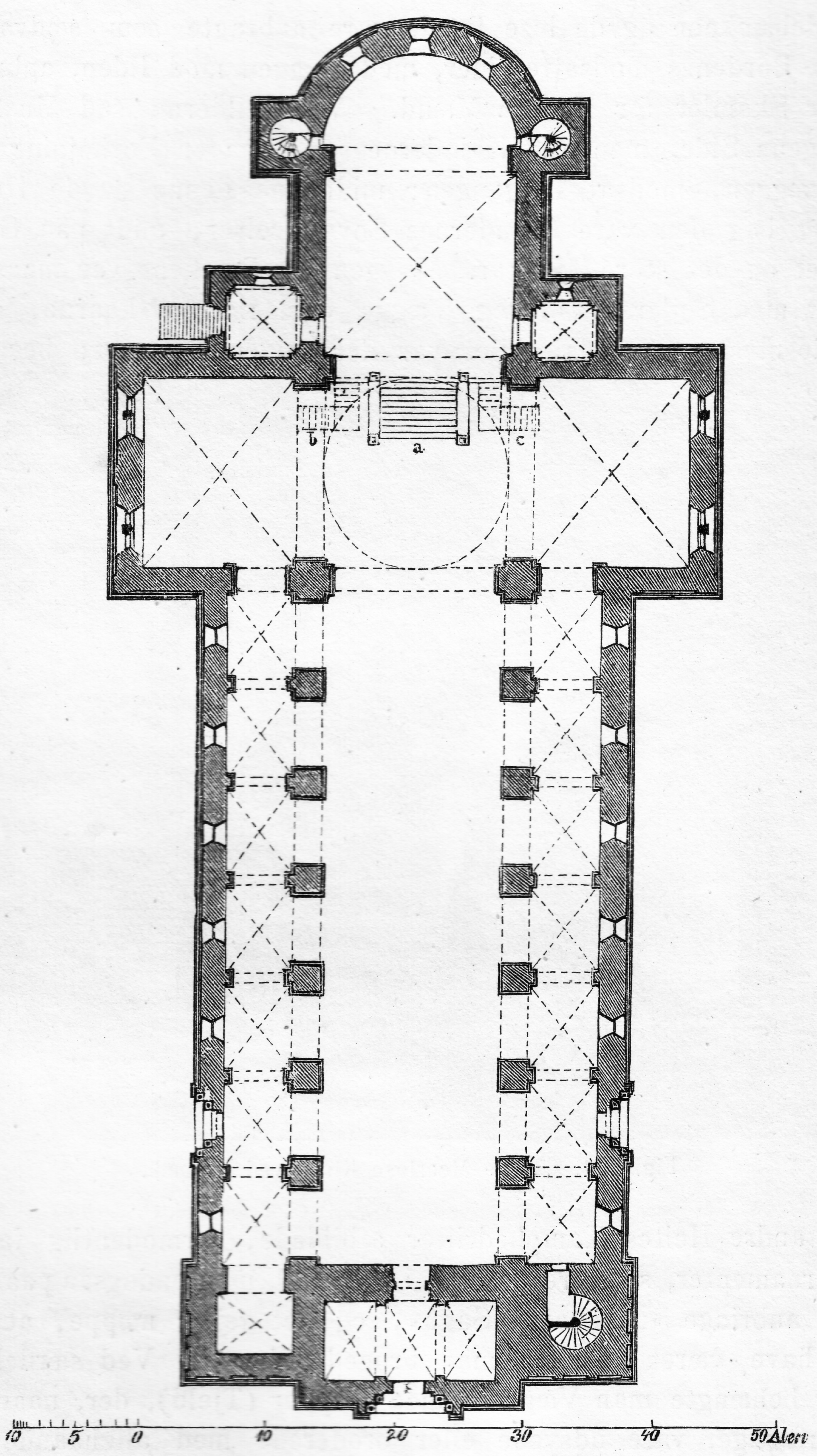
Grundriss ca. 1877
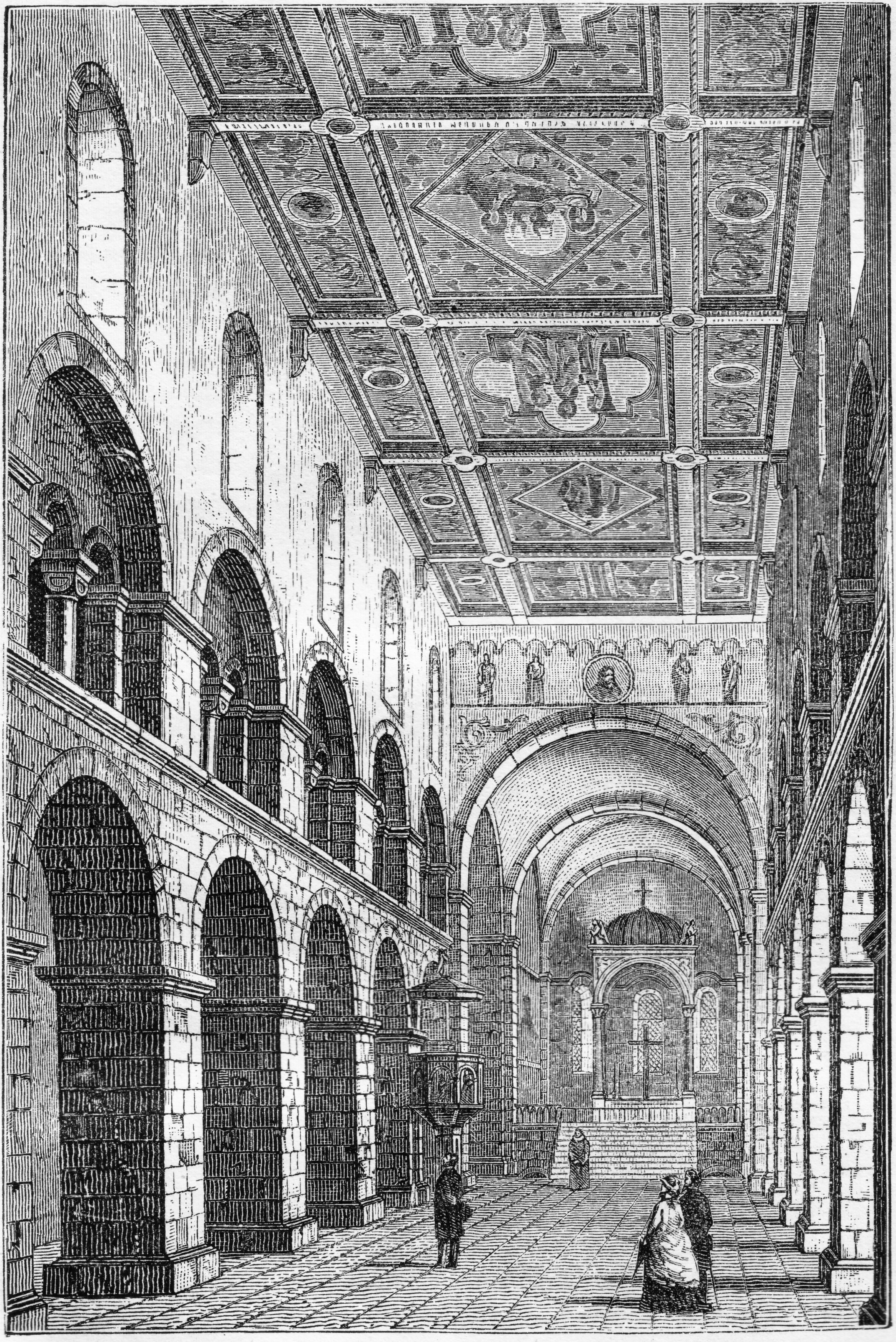
Interieur ca. 1877
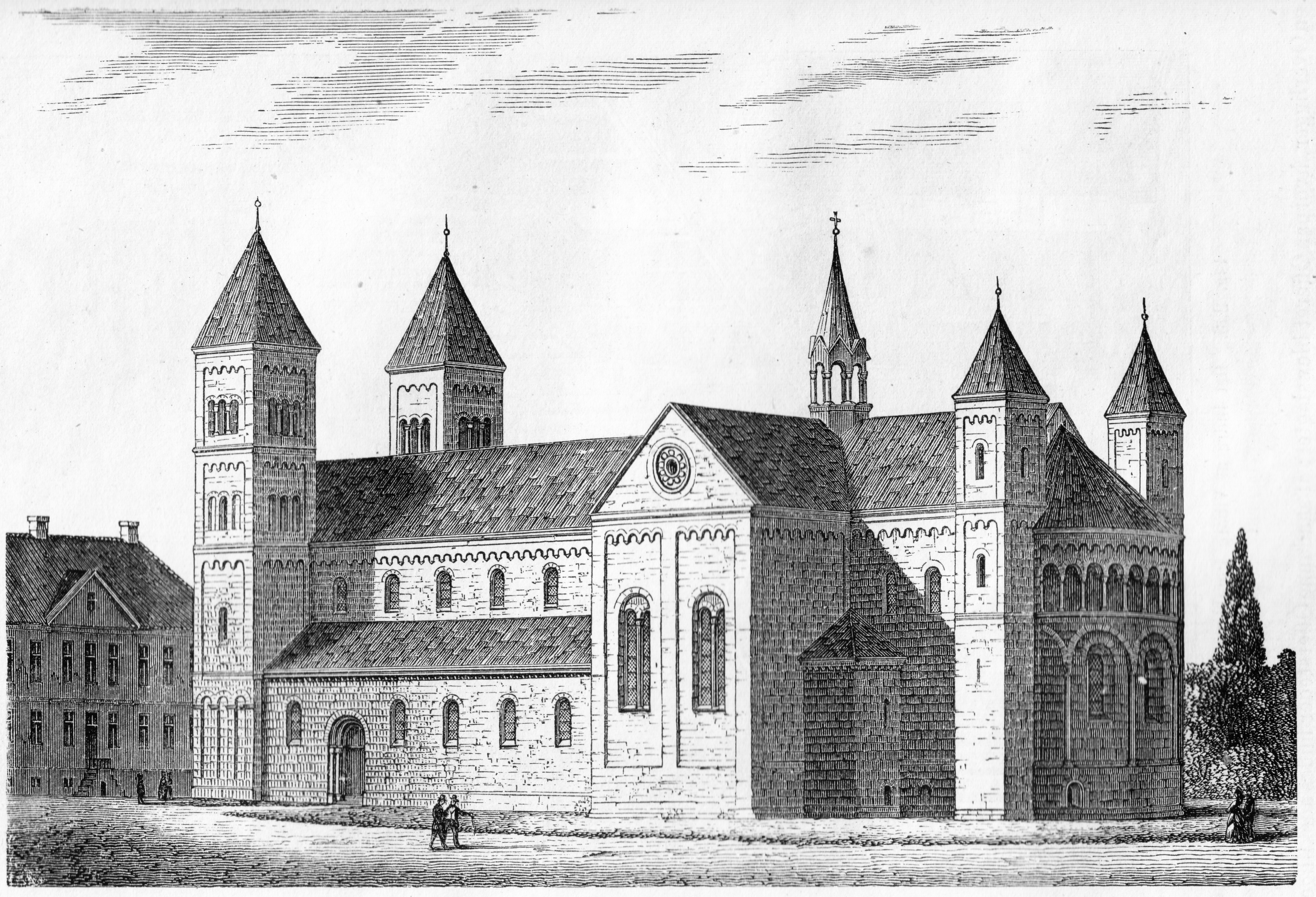
Südfassade ca. 1877
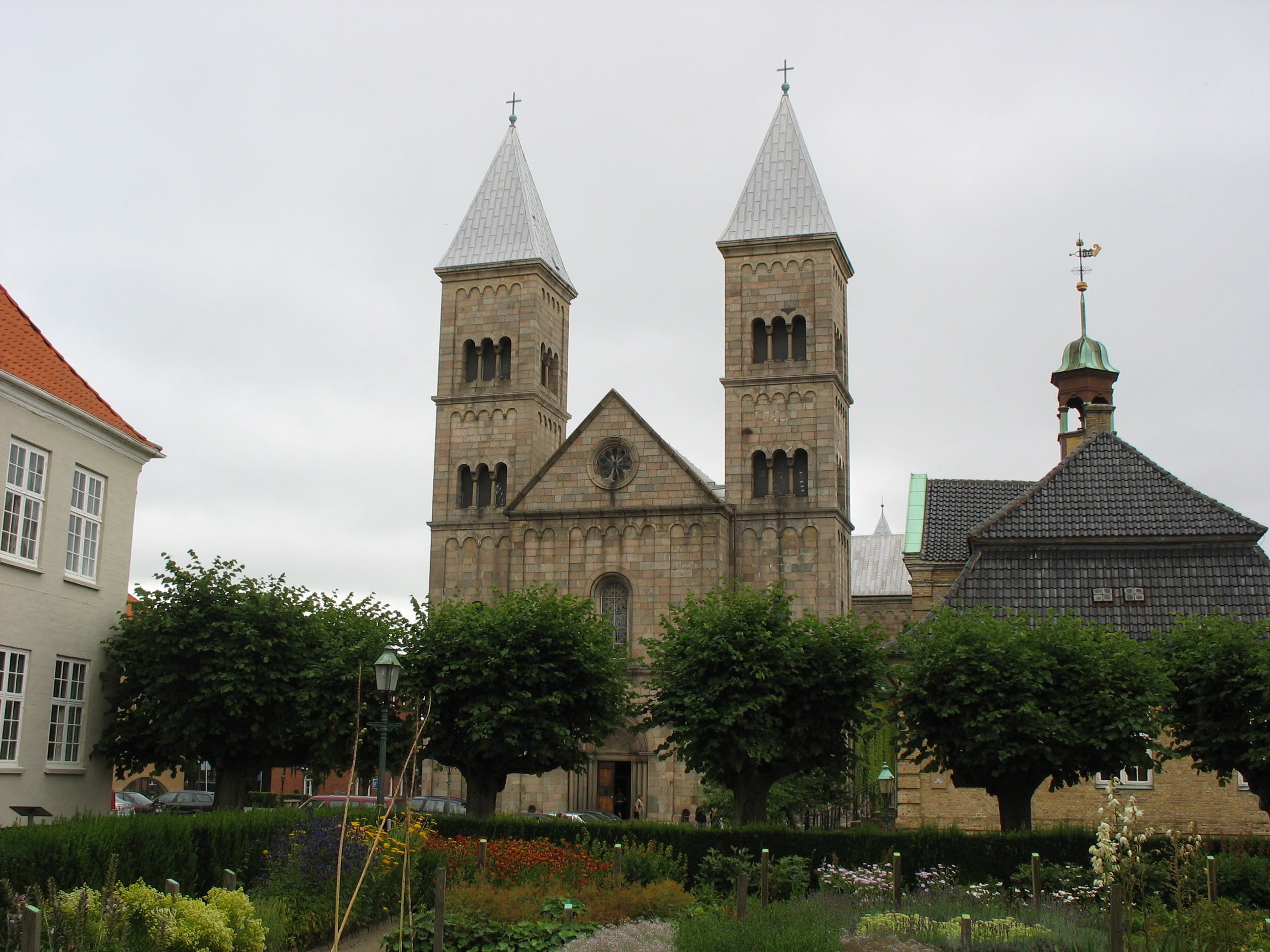
Dom und Altes Rathaus
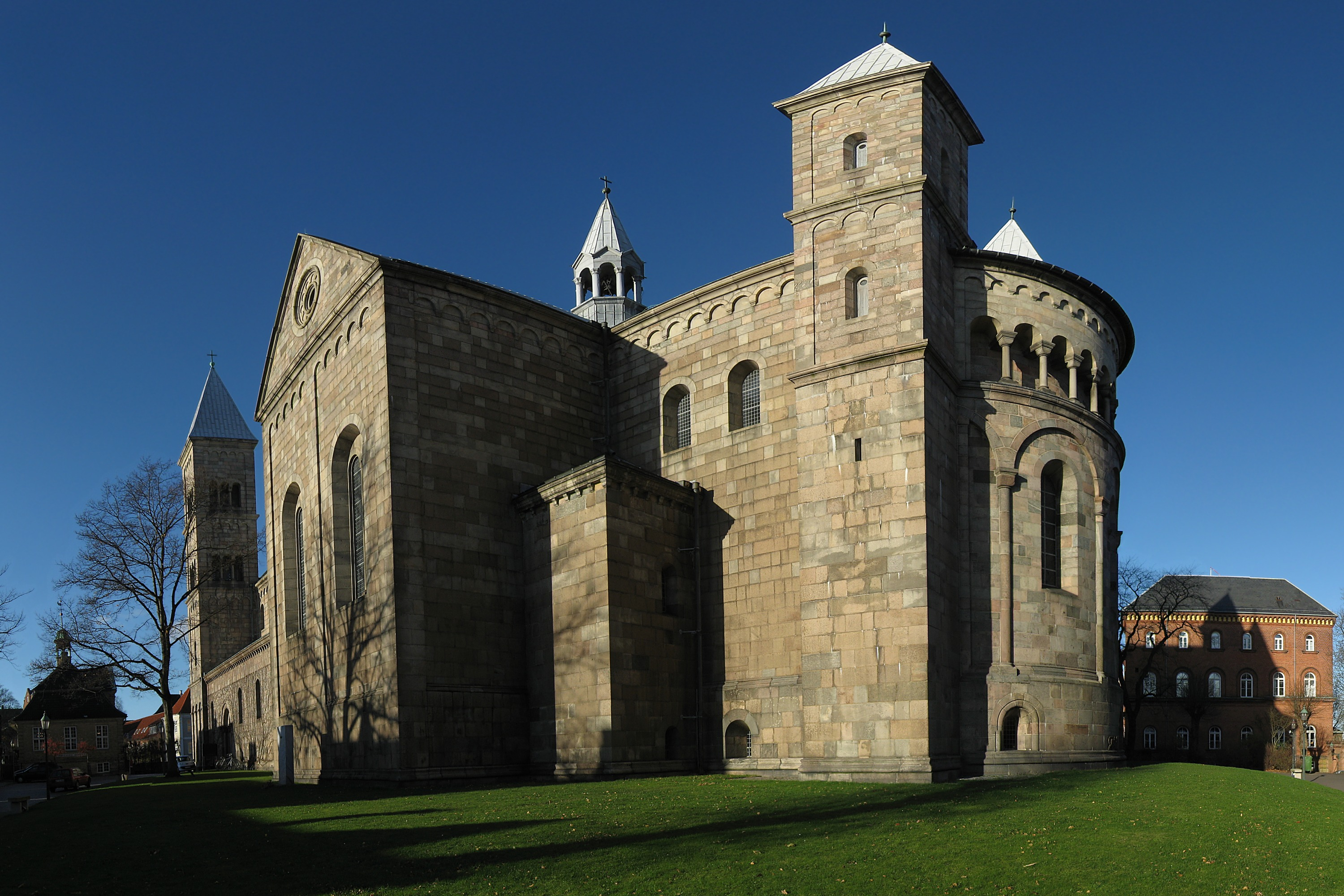
Blick aus Südosten